# Neue Sachlichkeit (Film)
Filme der Neuen Sachlichkeit entstanden im deutschen Film der 1920er Jahre als Ausweg aus der manieristischen Metaphorik des stilistisch vorherrschenden Filmexpressionismus. Sie bemühten sich um Realismus bei ihrer Handlungsthematik, der Spielweise der Darsteller aber auch der Auswahl authentischer Filmsets, sodass teilweise auch vom Wirklichkeitsfilm gesprochen wird. Ein Vorläufer dieser neuen Stilrichtung, die den Weg der Versachlichung beschritt und nachvollziehbar reale Menschenschicksale porträtierte, war der außerhalb der Filmstudios im Ruhrgebiet entstandene Bergarbeiterfilm Schlagende Wetter (1923) von Karl Grune. Deutsche und englische Kritiker bemerkten den Realismus dieses Films als etwas Außergewöhnliches und Neues. Jedoch erst seit Georg Wilhelm Pabsts Die freudlose Gasse (1925), der zu den ersten der Neuen Sachlichkeit gerechnet wird, begann eine weitgehende Abkehr vom Expressionismus, und es entstanden zahlreiche Filme mit sozialkritisch-realistischer Thematik.
In Österreich entstand mit dem auf den Sozialreportagen des Journalisten Emil Klägers basierenden Spielfilm Durch die Quartiere des Elends und Verbrechens bereits 1920 ein erster Vorläufer der Neuen Sachlichkeit. In den folgenden Jahren erschienen einige Produktionen, die sich mit der tristen Lage des inflationsgeplagten Österreichs nach dem Ersten Weltkrieg auseinandersetzten: Frauen aus der Wiener Vorstadt (1925), Haifische der Nachkriegszeit (1926), Im Schatten des elektrischen Stuhls (1927), Andere Frauen (1928) oder Eine Dirne ist ermordet worden (1930).
Ihren Höhepunkt hatte die Neue Sachlichkeit im Film in der zweiten Hälfte der 1920er Jahre. Neben Pabst gehörte auch Gerhard Lamprecht zu den wichtigen Vertretern der Neuen Sachlichkeit. 1925 drehte er mit Die Verrufenen den ersten Film einer Trilogie um Probleme der sozialen Unterschicht, die 1926 mit Die Unehelichen und Menschen untereinander ihre Fortsetzung fand. Weitere bedeutende Filme waren Die Abenteuer eines Zehnmarkscheines (1926) von Berthold Viertel, die von der Berliner Prometheus Film produzierten Filme Phil Jutzis und Leo Mittlers Jenseits der Straße, aber auch Hamburger SPD-Filme im Stile Werner Hochbaums Brüder. Mit Menschen am Sonntag (1930), Pabsts Kameradschaft (1931), aber auch Victor Trivas’ Niemandsland (1931) und dem Klassiker des proletarischen Films Kuhle Wampe oder: Wem gehört die Welt? (1932, Slatan Dudow) findet die Strömung der Neuen Sachlichkeit in den frühen 1930er Jahren mit der neuen nationalsozialistischen Filmpolitik ihr Ende. Filmhistorisch wird die Neue Sachlichkeit stellenweise als ästhetischer Vorläufer des Nationalsozialismus gesehen, vor allem in Hinblick auf den Bergfilm.